# Euphorbia pterococca
Euphorbia pterococca es una especie de fanerógama perteneciente a la familia Euphorbiaceae. 

## Descripción
Es una planta anual, glabra. Tiene tallos que alcanzan un tamaño de hasta 25 cm de altura, simples o algo ramificados en la base. Las hojas miden 30 x 10 mm, las superiores más grandes que las inferiores, son obovado espatuladas u oblanceoladas, sentadas, obtusas o ligeramente emarginadas, cuneadas.  Las inflorescencia con 5 radios divididos. El fruto en cápsulas de 1,5-1,8 mm, profundamente surcadas, con 2 crestas longitudinales muy marcadas en cada coca. Semillas de 1,2-1,; x 1-1,2 mm,  pardo claras. Tiene un número de cromosomas de 2n = 16 (Cádiz, Huelva, Sevilla). Florece y fructifica de enero a junio.

## Distribución y hábitat
Se encuentra en matorrales aclarados, herbazales húmedos y márgenes de cultivos, en general en substratos calcáreos, más rara en esquistos; a una altitud de 50-500 metros en el Mediterráneo central y occidental (S de Grecia e Italia, Córcega, Cerdeña, Sicilia, Baleares, norte de Marruecos, Argelia) y Macaronesia. En el sur de la península ibérica y Baleares (Mallorca y Menorca).

## Taxonomía
Euphorbia pterococca fue descrita por Félix de Avelar Brotero y publicado en Flora Lusitanica 3: 312. 1805.
Etimología
Euphorbia: nombre genérico que deriva del médico griego del rey Juba II de Mauritania (52 a 50 a. C. - 23), Euphorbus, en su honor – o en alusión a su gran vientre –  ya que usaba médicamente Euphorbia resinifera. En 1753 Carlos Linneo asignó el nombre a todo el género.
pterococca: epíteto latino 
Sinonimia
- Euphorbia bialata Link
- Euphorbia pterococca var. pilosa Lazare & Charpin
- Euphorbia stellulata Salzm.
- Tithymalus pterococcus (Brot.) Klotzsch & Garcke[4]